# Esko (Unternehmen)
Esko, früher EskoArtwork, ist ein Unternehmen der grafischen Industrie, das Druckvorstufen-Software und -Hardware für Unternehmen der Verpackungsindustrie sowie im Bereich Etiketten, Schilder und Displays sowie für Verlagshäuser herstellt.

## Geschichte
Esko ist entstanden aus einer Fusion zwischen BarcoGraphics und Purup-Eskofot A/S im Jahr 2001. Das daraus entstandene Unternehmen wurde Esko-Graphics genannt und dann 2006 in Esko umbenannt. Im Herbst 2005 wurde Esko von Axcel A/S, einem dänischen privaten Kapitalinvestment-Unternehmen übernommen.
Im August 2007 kündigte Esko an, dass sich das Unternehmen mit der Artwork Systems Group NV (AWS) zusammenschließt, seinem ehemals größten Konkurrenten im Verpackungsdruckvorstufen-Markt. Esko kaufte anfänglich 76,69 Prozent der Anteile von AWS für 196 Millionen Euro. Enfocus, eine Marke für PDF-Preflight- und Workflow-Software, die Artwork Systems ursprünglich im Jahr 2000 erworben hatte, wurde eine Tochtergesellschaft des kombinierten EskoArtwork-Unternehmens.
Nach der Fusion nannte sich Esko in EskoArtwork um. Das Unternehmen führte ein neues Logo ein, auch wenn dies visuell dem Esko-Original sehr ähnlich war.
Im Januar 2011 wurden 100 Prozent der EskoArtwork-Anteile an Danaher übertragen, und im Januar 2012 wurde das Unternehmen wieder in Esko umbenannt; das Logo wurde ebenfalls aktualisiert. 
Esko erwarb das Unternehmen CAPE Systems (ein Anbieter von Palettierungssoftware) im Jahr 2013, MediaBeacon (ein Anbieter für die Digitale Ressourcenverwaltung) im Jahr 2015 und Blue Software, LLC, ein Anbieter von Etiketten- und Grafik-Management-Software, im Jahr 2018.
Eskos Hauptsitz befindet sich in Gent, Belgien.